# マレク・サガノフスキ
マレク・ミロスワフ・サガノフスキ（ポーランド語: Marek Mirosław Saganowski ポーランド語発音: [ˈmarɛk miˈrɔswaf saɡaˈnɔfskʲi]、1978年10月31日 - ）は、ポーランド・ウッチ出身の元サッカー選手。ポジションはフォワード。現在はIリガのヴィスワ・プウォツクの監督を務める。

## 経歴
ウッチに生まれ、1994年に地元のŁKSウッチからデビュー。ŁKSウッチには6シーズン在籍し、1996年夏にはオランダのフェイエノールトに、1997年1月にはドイツのハンブルガーSVに半年間ずつレンタル移籍した。どちらのレンタル移籍も成功とは言えず、1997年夏にŁKSウッチに戻ってキャリアを再構築した。1997-98シーズンには22試合に出場したが、1998年には重大な自動車事故を起こし、一時は歩けないほどであった。怪我からゆっくりと回復し、ついに復帰を果たしたが、デビュー当初のような得点能力は戻らずじまいであった。2000年にはヴィスワ・プウォツクに移籍し、その翌年にはオドラ・ヴォジスワフに移籍。2003年1月にレギア・ワルシャワに移籍すると調子を取り戻し、67試合に出場して41得点を挙げた。2005年にはポルトガルのヴィトーリア・ギマランイスに移籍し、2005-06シーズンは12点を刻んだ。2006-07シーズンの初めに移籍金100万ポンドでフランスのトロワACに移籍したが、6試合に途中出場しただけで得点は奪えず、多くの時間をベンチで過ごした。
2007年1月30日、シーズン終了までの契約でイングランド・プレミアリーグのサウサンプトンFCにレンタル移籍すると、3月31日のウルヴァーハンプトン・ワンダラーズFC戦 (6-0) でハットトリックを達成するなど、リーグ戦13試合で10得点を挙げる華々しい活躍を見せた。加入当初は下位に沈んでいたが、サガノフスキの活躍でプレーオフ出場権内まで順位が上昇。ダービー・カウンティFCとのプレーオフではペナルティキックでゴールポストを叩くなど得点できず、プレミアリーグ昇格を逃したが、2007年夏にサウサンプトンFCに完全移籍を果たした。2007-08シーズンは最終節のシェフィールド・ユナイテッドFC戦で重要な得点を決めるなどし、フットボールリーグ・チャンピオンシップ（2部）残留に貢献したが、得点を奪うのに苦しみ、結局開幕戦と最終節の2得点のみに終わった。
2008年8月7日、デンマークのオールボーBKにシーズン終了までの契約でレンタル移籍。8月13日、UEFAチャンピオンズリーグ予選3回戦のFBKカウナス戦ファーストレグでデビューし、9月27日、国内カップのブレンスホイBK戦で移籍後初得点を挙げた。国内リーグ戦単独では13試合に出場して3得点であり、公式戦通算では24試合に出場して5得点であった。UEFAチャンピオンズリーグのグループリーグでは6試合すべてに出場し、アウェーでのビジャレアルCF戦 (3-6) では得点を挙げている。12月にオールド・トラッフォードで行われたマンチェスター・ユナイテッドFC戦 (2-2) がオールボーBKでの最終戦となった。
2009年1月1日にサウサンプトンFCに復帰し、その後の7試合で6得点（ドンカスター・ローヴァーズFC戦で1得点、ノリッジ・シティFC戦で1得点、スウォンジー・シティAFC戦で2得点、プレストン・ノースエンドFC戦で2得点）を挙げた。サウサンプトンFCに忠誠を誓い、「この場所、この町、このクラブ、すべてのファンを愛している。彼らはこの国で最高のサポーターだと思っている」と語った。
2010年1月26日、フリートランスファーでギリシャ・スーパーリーグのアトロミトスFCに移籍した。2011年6月、デビューしたクラブであるŁKSウッチと2年契約を結んだ。

## 代表歴
1996年にポーランド代表デビューした。その後は怪我の影響で代表から遠ざかったが、2005年3月26日、2006 FIFAワールドカップ・ヨーロッパ予選のアゼルバイジャン戦 (8-0) で代表初得点を含む2得点を挙げた。2008年にはUEFA EURO 2008のメンバーに選ばれ、3試合に出場した。

### 代表での得点
| #  | 日時          | 場所         | 相手             | 結果 | 大会                                    |
| -- | ------------- | ------------ | ---------------- | ---- | --------------------------------------- |
| 1. | 2005年3月26日 | ワルシャワ   | アゼルバイジャン | 8-0  | 2006 FIFAワールドカップ・ヨーロッパ予選 |
| 2. | 2005年3月26日 | ワルシャワ   | アゼルバイジャン | 8-0  | 2006 FIFAワールドカップ・ヨーロッパ予選 |
| 3. | 2006年5月14日 | ウロンキ     | フェロー諸島     | 4-0  | 親善試合                                |
| 4. | 2009年3月28日 | ベルファスト | 北アイルランド   | 2-3  | 2010 FIFAワールドカップ・ヨーロッパ予選 |
| 5. | 2009年4月1日  | キェルツェ   | サンマリノ       | 10-0 | 2010 FIFAワールドカップ・ヨーロッパ予選 |

## タイトル
ŁKSウッチ
- エクストラクラサ: 1997-98

AaB
- デンマーク・スーペルリーガ: 2007-08

レギア・ワルシャワ
- エクストラクラサ: 2012-13, 2013-14, 2015-16
- ポーランド・カップ: 2012-13, 2014-15, 2015-16